# Нью-Делі

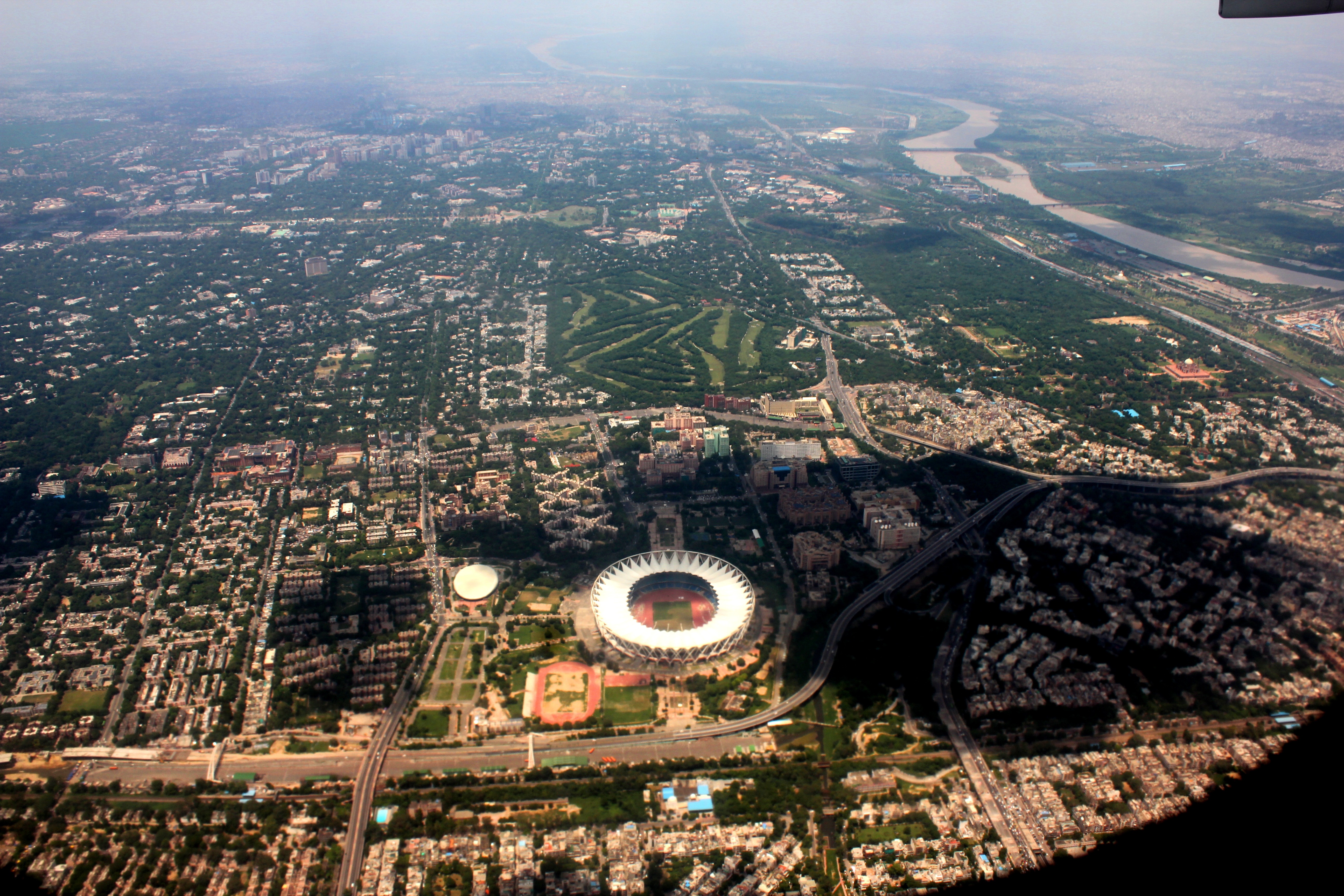
Нью-Делі з повітря

Нью-Де́лі, також Нове́ Де́лі (англ. New Delhi, гінді नई दिल्ली, пенджаб. ਨਵੀਂ ਦਿੱਲੀ, урду نئی دلی) — місто в Індії, столиця країни. Місто фактично є районом Делі та було сплановано Едвіном Лаченсом, відомим британським архітектором XX століття. Місто є місцем розташування уряду Індії і уряду Національної території Делі, що робить його центром індійської політики. Нью-Делі відоме своїми широкими, усадженими деревами бульварами і численними державними установами та культурними пам'ятниками.

## Історія
З 1577 по 1911 роки столицею Британської Індії була Калькутта. Але, на той же час, Делі служило політичним і фінансовим центром декількох імперій Стародавньої і Середньовічної Індії, зокрема Імперії Великих Моголів. На початку 1900-х років в адміністрації Британської Індії виникла ідея про перенесення столиці з Калькутти в Делі. На відміну від Калькутти, розташованої на східному узбережжі Індії, Делі знаходиться у Північній Індії, звідки, як вважали посадовці, управляти країною буде легше.
Нью-Делі було збудовано на південь від Старого міста, колишньої могольської столиці. На його території також опинилося досить багато історичних пам'яток.
Центральна частина Нью-Делі була спланована Едвіном Лаченсом та Гербертом Бейкером, провідними британськими архітекторами XX століття. На честь першого район зараз відомий як «Лаченсівський Делі».
Після того, як Індія стала незалежною в 1947 році, Делі, включаючи Нью-Делі, стало обмежено-автономним районом під керуванням мера. У 1956 році Делі стало однією із союзних територій і мер був замінений на Лейтенант-губернатора. За 69-тою поправкою до Конституції, ухваленою у 1991 році, офіційною назвою Союзної території Делі стала «Національний столичний округ Делі».

## Географія
Нью-Делі знаходиться у Північній Індії. Воно розташоване в зоні сейсмічної активності-IV, що означає можливість потужних землетрусів в місті.

### Клімат
| Клімат Нью-Делі 1981–2010                                                 | Клімат Нью-Делі 1981–2010 | Клімат Нью-Делі 1981–2010 | Клімат Нью-Делі 1981–2010 | Клімат Нью-Делі 1981–2010 | Клімат Нью-Делі 1981–2010 | Клімат Нью-Делі 1981–2010 | Клімат Нью-Делі 1981–2010 | Клімат Нью-Делі 1981–2010 | Клімат Нью-Делі 1981–2010 | Клімат Нью-Делі 1981–2010 | Клімат Нью-Делі 1981–2010 | Клімат Нью-Делі 1981–2010 | Клімат Нью-Делі 1981–2010 |
| Показник                                                                  | Січ.                      | Лют.                      | Бер.                      | Квіт.                     | Трав.                     | Черв.                     | Лип.                      | Серп.                     | Вер.                      | Жовт.                     | Лист.                     | Груд.                     | Рік                       |
| Абсолютний максимум, °C                                                   | 30,0                      | 34,1                      | 40,6                      | 45,6                      | 47,2                      | 48,7                      | 45,0                      | 42,0                      | 40,6                      | 39,4                      | 36,1                      | 29,3                      | 48,7                      |
| Середній максимум, °C                                                     | 20,5                      | 23,9                      | 29,6                      | 36,3                      | 39,5                      | 39,2                      | 35,4                      | 34,1                      | 34,1                      | 32,8                      | 28,2                      | 23,1                      | 31,4                      |
| Середній мінімум, °C                                                      | 7,6                       | 10,4                      | 15,6                      | 21,3                      | 25,8                      | 27,9                      | 27,4                      | 26,6                      | 25,0                      | 19,1                      | 12,9                      | 8,3                       | 19,0                      |
| Абсолютний мінімум, °C                                                    | −0,6                      | 1,6                       | 4,4                       | 10,7                      | 15,2                      | 18,9                      | 20,3                      | 20,7                      | 17,3                      | 9,4                       | 3,9                       | 1,1                       | −0,6                      |
| Середня кількість сонячних годин на місяць                                | 214,6                     | 216,1                     | 239,1                     | 261,0                     | 263,1                     | 196,5                     | 165,9                     | 177,0                     | 219,0                     | 269,3                     | 247,2                     | 215,8                     | 2684,6                    |
| Днів з дощем                                                              | 1,3                       | 1,8                       | 1,6                       | 1,2                       | 2,5                       | 4,6                       | 9,4                       | 9,8                       | 5,5                       | 1,0                       | 0,5                       | 0,9                       | 40,1                      |
| Вологість повітря, %                                                      | 63                        | 55                        | 47                        | 34                        | 33                        | 46                        | 70                        | 73                        | 62                        | 52                        | 55                        | 62                        | 54                        |
| ------------------------------------------------------------------------- | ------------------------- | ------------------------- | ------------------------- | ------------------------- | ------------------------- | ------------------------- | ------------------------- | ------------------------- | ------------------------- | ------------------------- | ------------------------- | ------------------------- | ------------------------- |
| Джерело: India Meteorological Department (record high and low up to 2010) |                           |                           |                           |                           |                           |                           |                           |                           |                           |                           |                           |                           |                           |

## Населення
Станом на 2003 рік населення Нью-Делі становило 295 000 осіб. Для національної столичної території Делі, частиною якої є і Нью-Делі, загальна чисельність населення становила 14,1 мільйона осіб, що робить її другою за населенням агломерацією країни після Мумбаї. На 1000 чоловіків припадала 821 жінка, рівень грамотності становив 81,82 %.

## Відомі особистості
У місті народився:
- Майкл Беннет (* 1964) — американський політик.

## Галерея

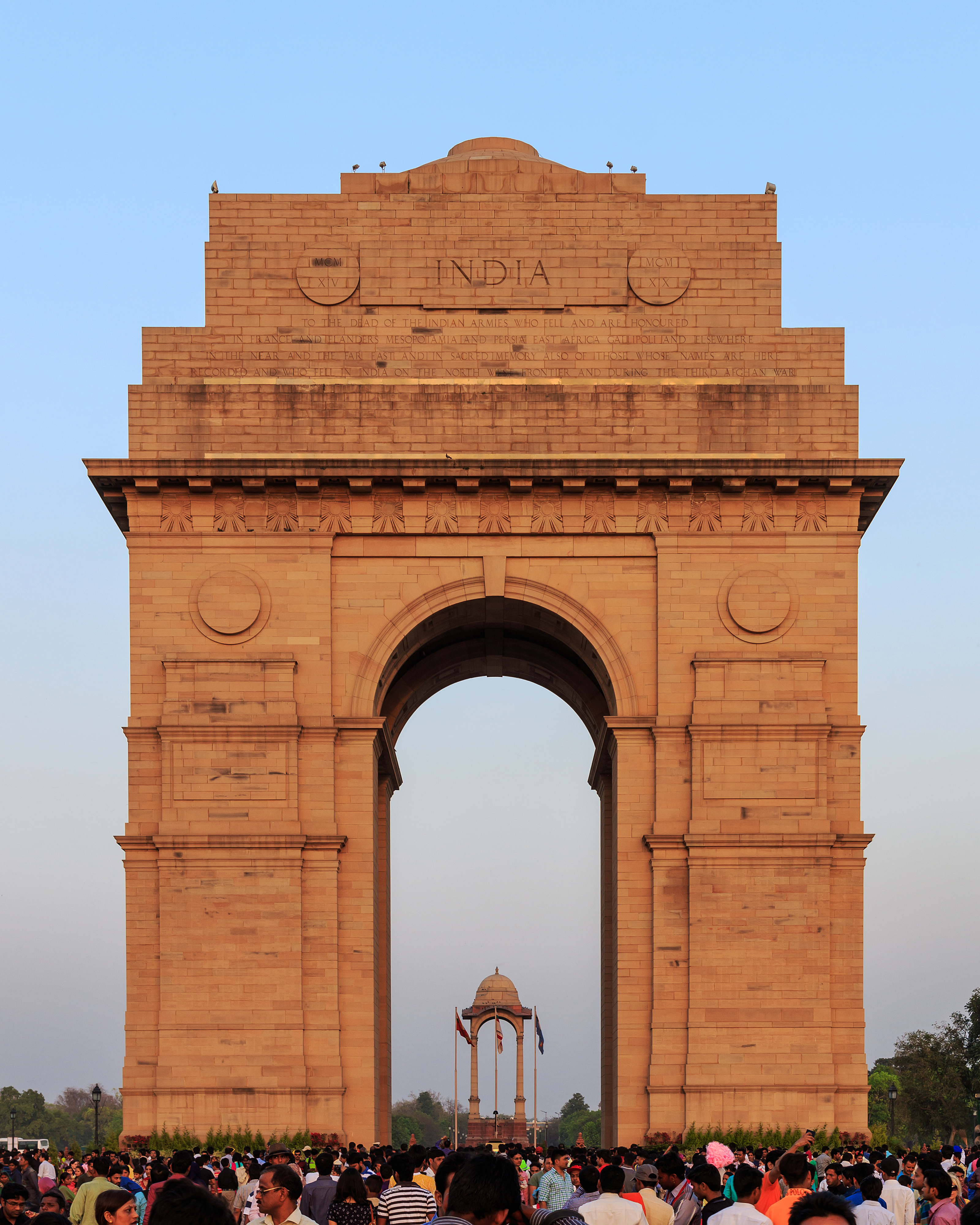
Брама Індії
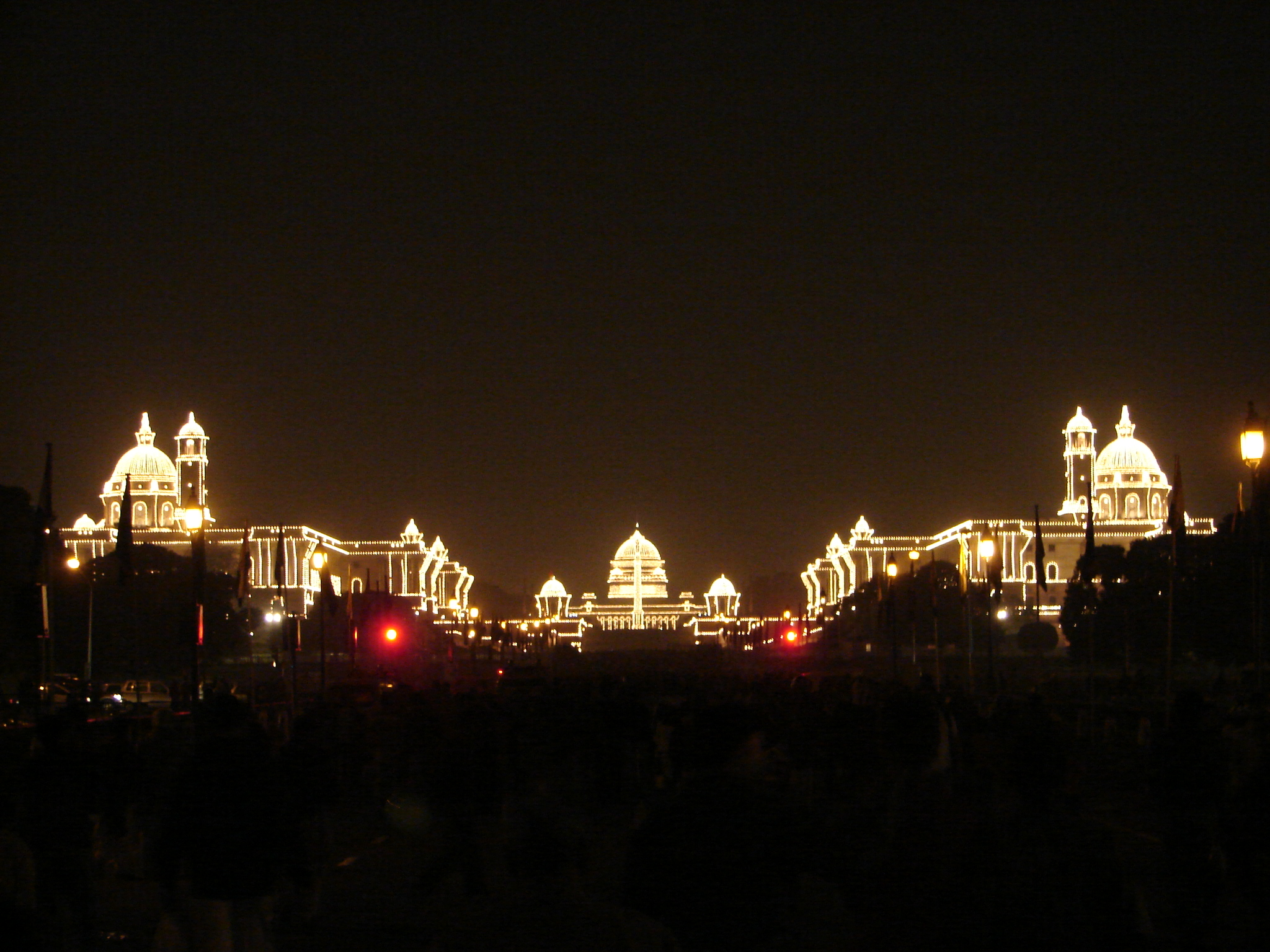
Президентський палац вночі
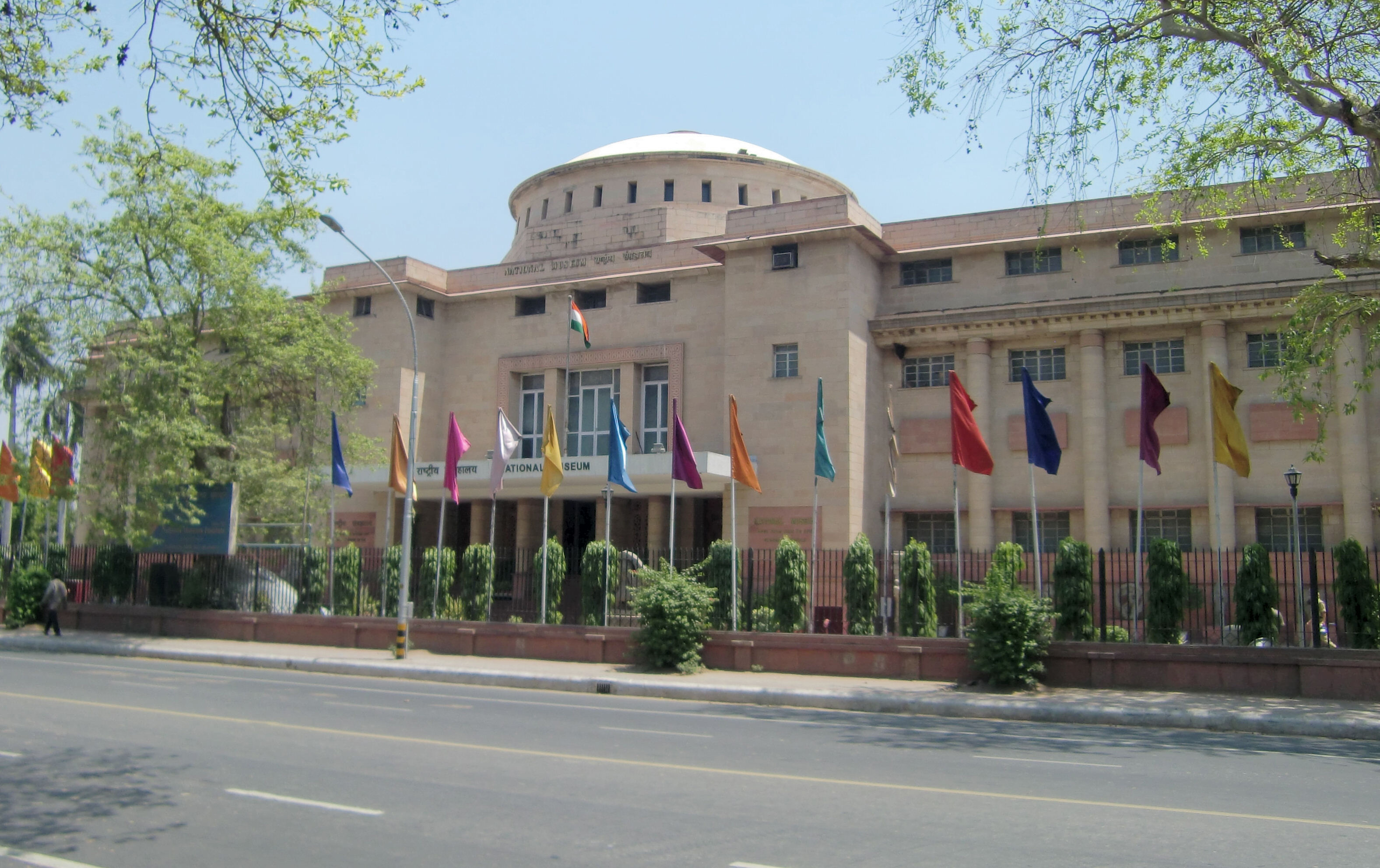
Національний музей
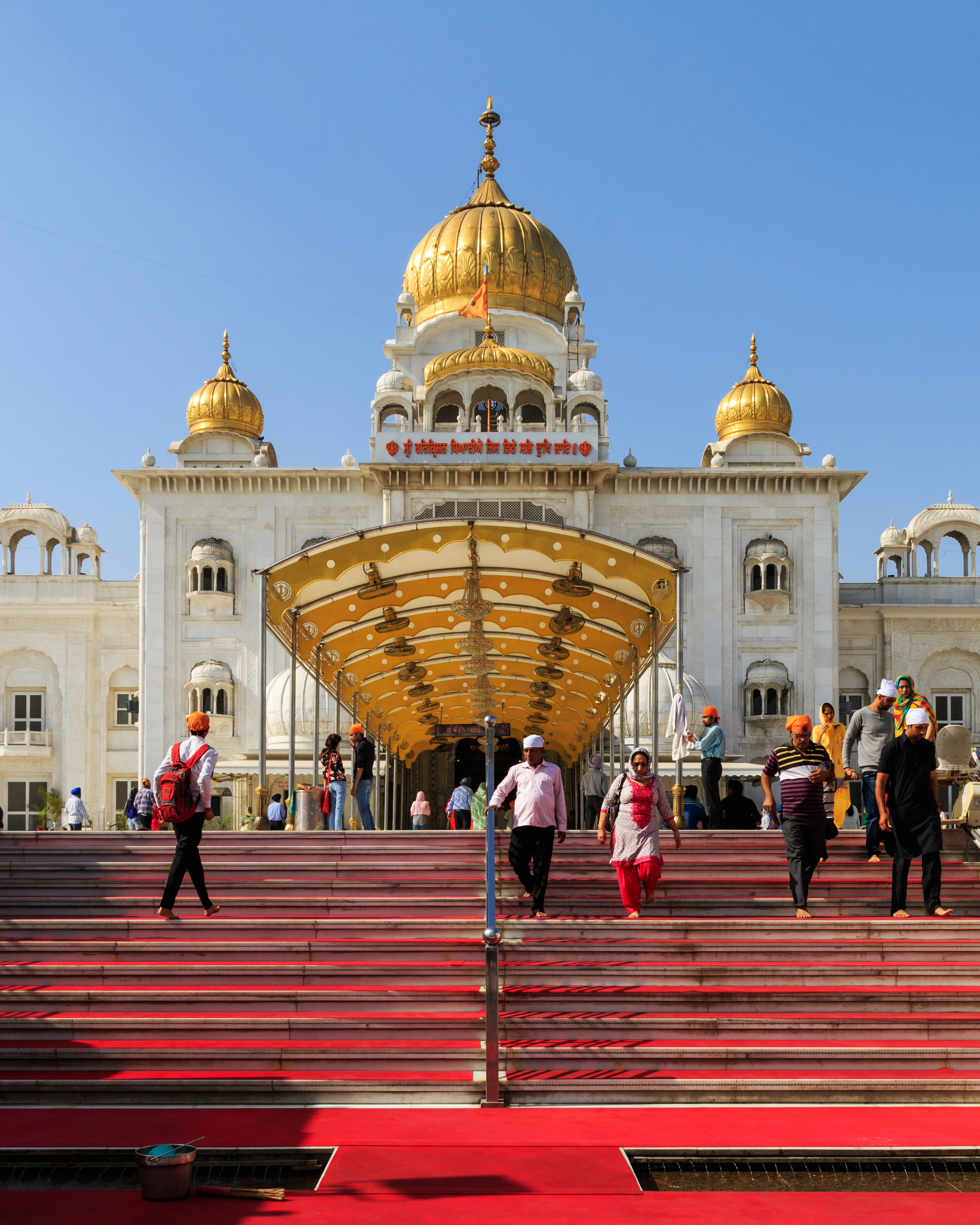
Ґурдвара Банґла-Сагіб
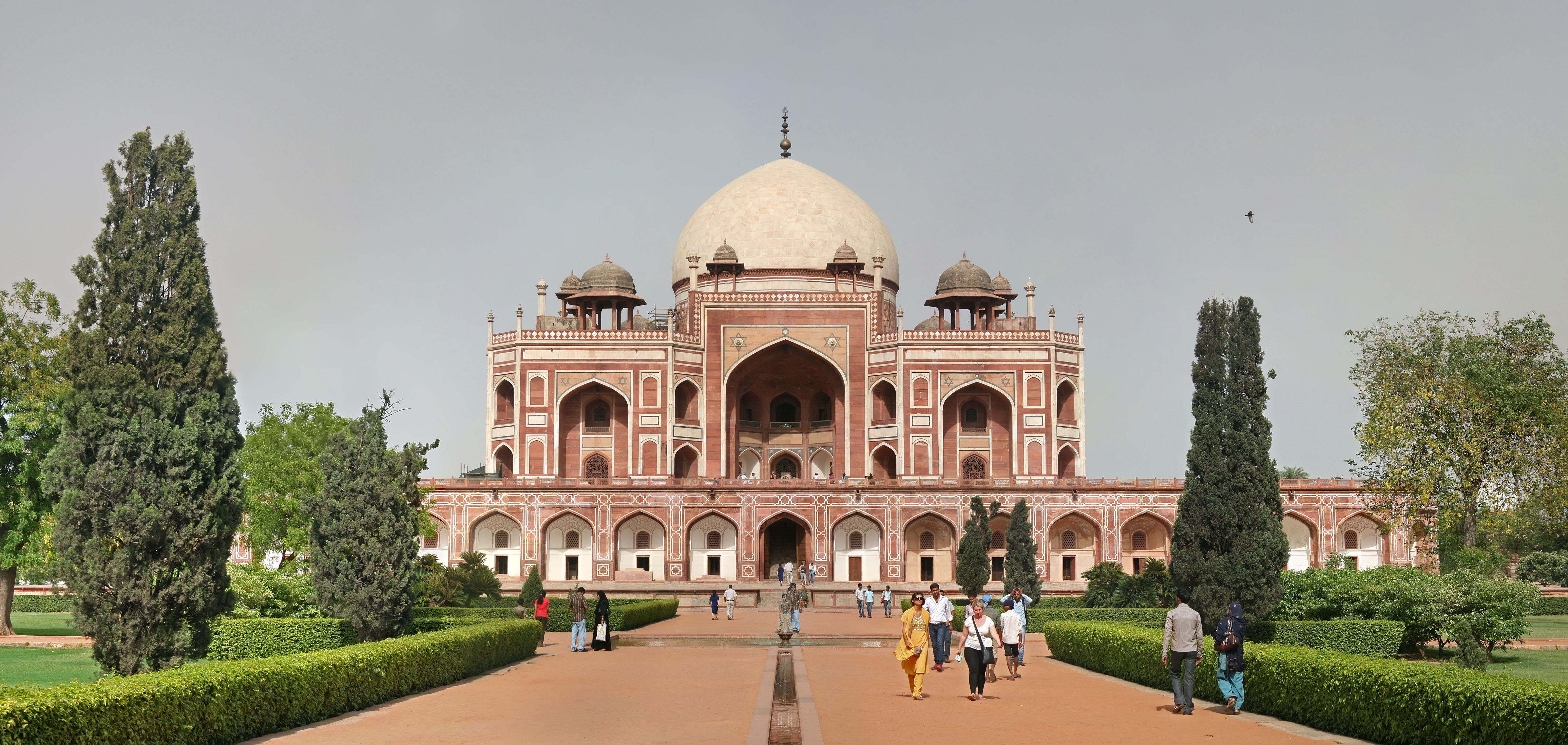
Гробниця Хумаюна
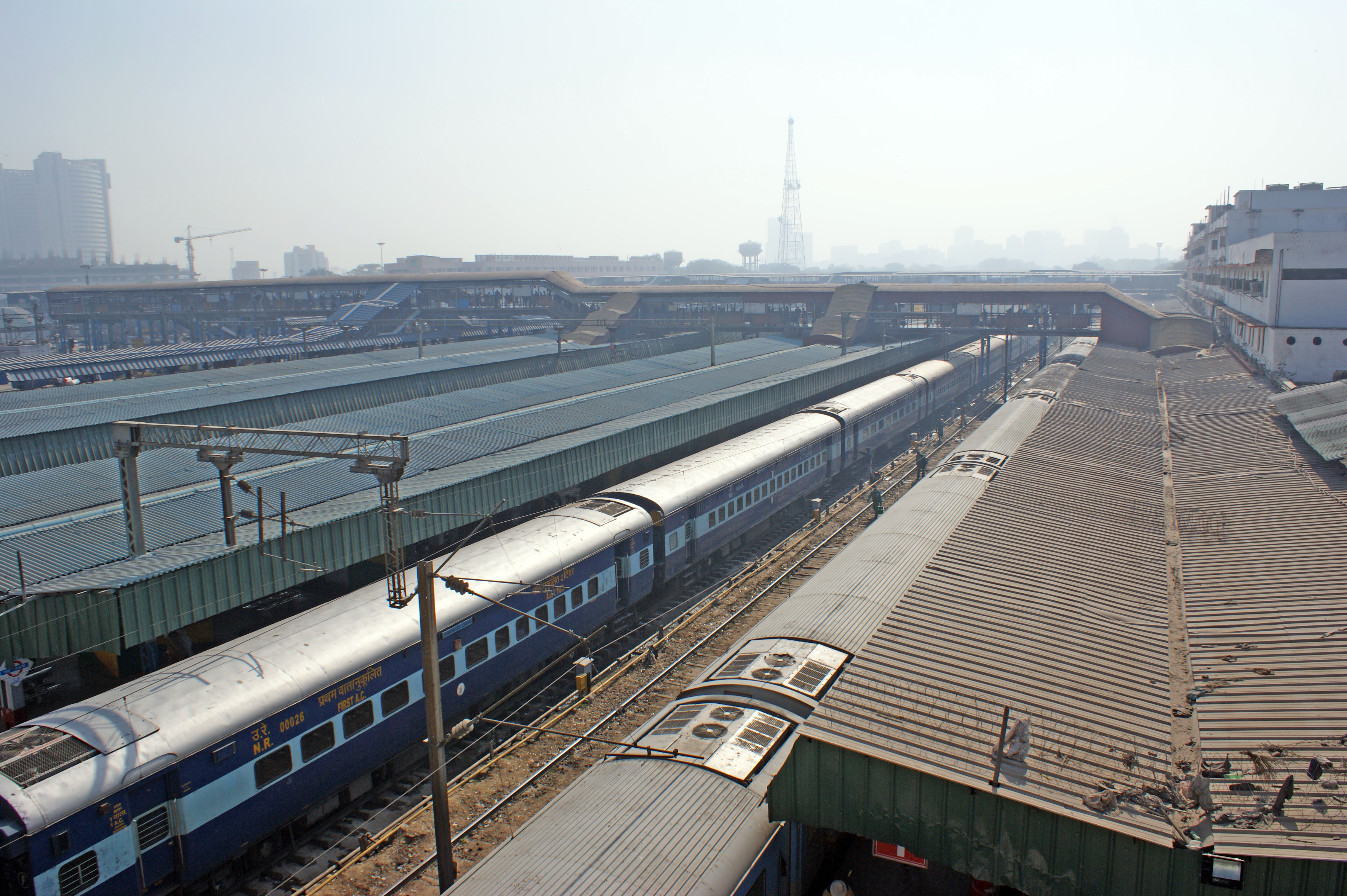
Залізничний вокзал Нью-Делі